# عبدالفتاح عسیری
عبدالفتاح عسیری (عربی: عبد الفتاح توفيق عسيري؛ زادهٔ ۲۶ فوریهٔ ۱۹۹۴) یک ورزشکار اهل عربستان سعودی است.
از باشگاه‌هایی که در آن بازی کرده‌است می‌توان به باشگاه فوتبال الاتحاد و تیم ملی فوتبال عربستان سعودی اشاره کرد.
وی همچنین در تیم ملی فوتبال عربستان سعودی بازی کرده است.